# カチューシャの唄
『カチューシャの唄』（カチューシャのうた）は、1914年（大正3年）に発表された日本の歌謡曲、ならびに同楽曲を題材にした同年製作公開の日本の短篇映画である。楽曲の作詞は島村抱月と相馬御風、作曲は中山晋平。劇団芸術座の第3回目の公演である『復活』の劇中歌として、主演女優の松井須磨子などが歌唱した。また『復活唱歌』の題名で、松井の歌唱によるレコードが発売された。歌詞の「カチューシャかわいや わかれのつらさ」は爆発的な流行語となった。

## 楽曲解説
ヨナ抜き音階の伝統的な日本の音楽表現や、リード形式の西洋音楽の手法を取り入れている。歌詞は5番まであり、曲の途中で民謡の囃子言葉のように「ララ」と扱って、曲全体を引き締めている。
作詞は島村と相馬の名義である。1番は島村が作詞し、2番以降は相馬が作詞した。藤浦洸が芸術座の俳優であった笹本甲午から聞いた話では、当初は島村が手掛けていたのにもかかわらず、うまくいかなかったので相馬がまとめる形になったという。つまり、島村から示された歌詞を元に作曲し、舞台稽古に臨んだものの、一番の歌詞だけでは短か過ぎたため、中山が直接相馬に依頼して2番以下の歌詞を作ってもらったということである。
一方、中山はこの作品が作曲者として初めて世に出した作品であった。島村は書生として寄宿していた中山に「学校の唱歌ともならず、西洋の賛美歌ともならず、日本の俗謡とリードの中間のような旋律を考えて欲しい」「誰にでも親しめるもの、日本中がみんなうたえるようなものを作れ」と依頼した。そのようなメロディが思い浮かばずに悩んだ中山であったが、1か月ほど経った頃に詞の合間に「ララ」と合いの手を織り交ぜるアイディアが浮かび、島村の許可を得た上で若干の変更を加えた末に完成させた。
『復活』の上演では、第1幕で松井と横川唯治が歌い、第4幕で松井と宮部静子が歌うため、主に歌ったのは松井である。松井は首を少し傾げて両手で手拍子を取りながら情感を込めて歌っていたが、当時、広島で実際に公演を見た藤浦は後にレコードを聞いて「女学校の唱歌のよう」であったと評している。
松井の死後も他の人々によって歌われるようになり、平成になってからもソウル・フラワー・モノノケ・サミットが1997年（平成9年）に発表したアルバム『レヴェラーズ・チンドン』でカバーしている。令和になってもアイドルグループ開歌-かいか-が第一回定期公演「歌の咲く青山」（2019.9.8）でカバーしている。

### 歌詞
歌詞は数々の新聞で五線譜とともに発表された。上演当日に、劇場の廊下に歌詞を大きく書いた紙を貼り出すと、それをメモしようと客が群がり、合唱となったエピソードもある。中山の生誕地である長野県中野市の中山晋平記念館には、この歌の歌碑がある。
当時は歴史的仮名遣いが用いられていたが、ここでは現代仮名遣いで表記する。作詞者は島村が1918年、相馬が1950年に、作曲者は1952年に亡くなっているために、本楽曲に関するベルヌ条約に基づく著作権は消滅している。
1. カチューシャかわいや わかれのつらさ
せめて淡雪 とけぬ間と
神に願いを（ララ）かけましょうか
2. カチューシャかわいや わかれのつらさ
今宵ひと夜に 降る雪の
あすは野山の（ララ）路かくせ
3. カチューシャかわいや わかれのつらさ
せめて又逢う それまでは
同じ姿で（ララ）いてたもれ
4. カチューシャかわいや わかれのつらさ
つらいわかれの 涙のひまに
風は野を吹く（ララ）日はくれる
5. カチューシャかわいや わかれのつらさ
ひろい野原を とぼとぼと
独り出て行く（ララ）あすの旅

## 大流行の背景

### 好評を博した「復活」上演
不倫関係が表面化したことで、文芸協会を脱退して芸術座を結成した島村と松井であったが「わがままでヒステリック」と評されたこともある看板女優の松井の言動がもとで、芸術座は『復活』の公演の前にたびたび分裂騒動を起こしていた。『復活』の公演は1914年の3月に帝国劇場で始まったが、興行成績は芳しくなかった。興行成績次第では一座を解散するとも噂されていたが、4月以降に大阪や京都での公演には、観客が連日大挙し、人気を博した。
その後に行われた長野や富山や金沢や広島、横浜や東京の歌舞伎座・東京座などでの公演も成功を収め、4年間で上演回数は440回を越えたが、この背景には、当時世界中で注目を集めていたトルストイの思想を目にしようという目的の学生や、新しく変わった大正時代を肌で感じようとした大衆の心理があった。
劇場公演から流行歌が生まれた前例としては、1910年（明治43年）に自由劇場で、1913年（大正2年）10月に帝国劇場で公演されたゴーリキーの『夜の宿』挿入歌である「どん底の歌」（ロシア民謡、作詞：ゴーリキー、訳詞：小山内薫）が流行したケースがあるが「カチューシャの唄」ほど大規模に流行した例はなかった。

### レコードによる影響
この盛況の様子を見た東洋蓄音器（オリエント・レコード）は、松井の歌と劇の一部を吹き込んでレコードにした。蓄音機自体が高価で普及率が低く、数千枚売れれば大当たりと言われた当時でも2万枚以上を売り上げたという説もある。なお『大阪毎日新聞』が1915年3月13日付で報じたところでは、発売後10か月間の売れ行きは2000枚であったという。ただし、この記事はレコードの吹き込み料金に関するものである。前後の文脈から判断して「枚」は「円」の誤植だとすると、松井の吹き込み料が2000円という意味とも考えられる。
当時は吹き込みによる印税契約の制度がなかったが、芸術座は完成したレコードをさらなるヒットに生かした。島村は各公演先で初日の前に文学講演会を行い、自らの演劇論を主張する一方でレコードを流し、観客の心を掴んだ。
さらに、この楽曲の大流行を目にした島村が、芸術座の舞台において劇中歌の挿入を決めたことにより、後に公演するツルゲーネフ原作の舞台『その前夜』の挿入歌として「ゴンドラの唄」を製作するに至った。

## 大衆への影響

### 歌本・楽譜
この曲の流行には楽譜や書生節の影響を受けた演歌師による歌本も大いに貢献した。
楽譜は1914年6月1日、敬文堂書店から定価5銭で出版された。表紙は竹久夢二である。
楽譜や歌本はレコードよりも安価であったことから、1914年9月段階で楽譜は7万8000部売れ『鉄道唱歌』以来の売れ行きとなり、赤本や歌本も含めると総発行部数は14〜5万部に達する勢いであると『読売新聞』1914年9月13日付で報じられた。

### 学生への観劇・歌唱禁止令
この流行は、全国の高等女学校、中学校、女子専門学校、高等学校の学生までにも及んだ。そして、生徒たちに『復活』の観劇を禁じる学校が相次いだ。当時は第一次世界大戦が開戦するかどうかであった時代背景も影響している。
さらに第三高等学校では生徒たちが頻繁に歌っていたために歌唱の禁止令が出たと『読売新聞』1914年6月17日付、『九州日日新聞』1914年6月27日付で報じられた。また『萬朝報』1914年8月11日付でも、東京の女子専門学校で歌唱禁止令が出たと報じている。

## 映画

### 1914年 キネトフォン版
『カチューシャの唄』（カチューシャのうた）は、1914年（大正3年）製作公開の日本の短篇映画である。芸術座の演劇、ならびに同楽曲を題材に日本キネトフォンが製作・配給を行った。松井須磨子が同年3月の芸術座での『復活』で使用した舞台装置を背景に、同名の挿入歌を歌う姿を撮影した。ミュージック・ビデオ的フィルム作品である。同年8月1日、浅草の日本座で公開され、好評を得た。
本作は、トーマス・エジソンの発明したキネトフォンを採用した日本におけるトーキーの最初期の作品で、サイレント映画に蓄音機を連動させたものである。本格的トーキーが出現するのは10年後である。

#### スタッフ・作品データ・キャスト
- 監督: 不明
- 脚本: 島村抱月
- 原作: レフ・トルストイ
- 作曲: 中山晋平
- 歌・出演: 松井須磨子
- 撮影・制作: 岡部芳郎
- 製作: 日本キネトフォン
- 上映時間（巻数）: 不明（短篇）
- フォーマット: 白黒映画 - スタンダードサイズ（1.33:1） - 蓄音機連動式トーキー
- 公開日:  日本 1914年8月1日
- 配給:  日本キネトフォン
- 初回興行: 浅草・日本座

### 1914年 日活版
1914年（大正3年）には日活向島撮影所が『カチューシャ』という題名の映画を製作した。原作はレフ・トルストイ、脚本は桝本清、監督は細山喜代松、主演のネフリュードフ役は関根達発、カチューシャ役は女形の立花貞二郎であった。

芸術座の演劇を参考にして桝本が脚色した。同作は、日活向島撮影所が始まって以来のヒット作となり、行き詰まっていた経営を乗り越えることが出来た。『後のカチューシャ』、『カチューシャ続々篇』（いずれも監督細山喜代松、1915年）、『復活』（監督田中栄三、1919年）と続編が3本製作・公開された、いずれも第1作同様に原作とは異なり、第3作にはネフリュードフが来日して泉岳寺の赤穂浪士の墓前で大石内蔵助と握手をする場面も登場した。

## 使用
『愛媛新報』1915年2月24日付に掲載された愛媛県松山市で売り出された自転車用タイヤ「楽譜模様 カチューシャタイヤ」の広告に「カチューシャの唄」の替え歌が使われていた。
（旧字体を新字体に、歴史的仮名遣いを現代仮名遣いに改めた）

## 知音都市交流
新潟県糸魚川市、長野県長野市、同県中野市、島根県浜田市の4つの都市の間では、自治体や市民団体による都市交流が行われている。知音都市交流と称されたこの交流は、浜田市が提唱し、1989年に締結されたものであるが、このことは浜田市が島村の、糸魚川市が相馬の、中野市が中山の、長野市が松井の生誕地であることにちなんでいる。
島根県浜田市金城町では、7時と正午と19時の定時放送（時報）にこの曲が使用されている。同じく新潟県糸魚川市でも、冬季に17時の定時放送（時報）としてこの曲が使われる他、同市の主要駅であるえちごトキめき鉄道・JR西日本の糸魚川駅でも、冬季（9月上旬～1月下旬）に限り在来線ホームのワンマン列車を除く列車の発車時に流れる発車メロディーとして使用されていた（2017年頃より使用停止）。